# Bridgewater (Virginia)
Bridgewater ist eine US-amerikanische Stadt im Rockingham County (Virginia) im Bundesstaat Virginia. Sie ist in die Harrisonburg Metropolitan Area eingegliedert. Das U.S. Census Bureau hat bei der Volkszählung 2020 eine Einwohnerzahl von 6.596 ermittelt.

## Geographie
Bridgewater liegt im Südwesten des Rockingham County. Der Großteil der Stadt liegt an der Biegung des North River, einem Nebenfluss des South Fork Shenandoah River. Der nördliche Teil ist teilweise durch einen Damm des United States Army Corps of Engineers geschützt. Der Inselberg Round Hill dominiert mit einer Höhe von ca. 533 Metern (1750 ft) das westliche Stadtbild.

## Geschichte
Das Gebiet des North River wurde erstmalig durch William Magill besiedelt und wurde als Magill's Ford bekannt. Die erste Brücke über den North River wurde in 1820 errichtet. Für eine kurze Zeit wurde die junge Gemeinde als Bridgeport bezeichnet. Die Gemeinde erhielt das Stadtrecht von der Virginia General Assembly am 7. Februar 1835 anschließend eingemeindet als Bridgewater.
Das private Bridgewater College wurde in 1880 gegründet.
Seit der Incorporation des Gemeindegebiets wurde die Stadt sechsmal von großen Überflutungen getroffen. Besonders stark waren die Auswirkungen bei der Überflutung der Stadt im Jahre 1949, durch welche zwei Menschen ums Leben kamen. Infolge dieser Überflutung wurde durch das United States Army Corps of Engineers ein Erdwall errichtet, um die Stadt von weiteren Überflutungen zu schützen.

## Politik
| Bürgermeister von Bridgewater | Bürgermeister von Bridgewater | Bürgermeister von Bridgewater | Bürgermeister von Bridgewater | Vize-Bürgermeister | Vize-Bürgermeister    | Vize-Bürgermeister | Vize-Bürgermeister |
| Amtszeit                      | Name                          | Partei/Person                 | Partei/Person                 | Amtszeit           | Name                  | Partei/Person      | Partei/Person      |
| ----------------------------- | ----------------------------- | ----------------------------- | ----------------------------- | ------------------ | --------------------- | ------------------ | ------------------ |
| Januar 1997–Dezember 2016     | Hallie Dewitt Dinkel          | Ind.                          | Immobilienmakler              |                    |                       |                    |                    |
| Januar 2017–heute             | Theodore Wendell Flory        | Ind.                          | Informatiker, Stadtrat        | heute              | Arden Fontaine Canada | Ind.               |                    |

Die Stadtverwaltung liegt an der 201 Green Street.

## Bildung
In der Stadt befinden sich eine Grundschule (John W. Wayland Elementary) und eine High School (Turner Ashby High School), welche dem öffentlichen Schulsystem angegliedert sind, sowie die private Blue Ridge Christian School (K-12).
Des Weiteren befindet sich das 1880 gegründete private Bridgewater College am Rande der Stadt. Mit dem Wachstum der Stadt vergrößerte sich das College, bis auf rund 1.500 Studierende.